# Sława
Sławaⓘ (anteriormente também Sława Śląska; em alemão: Schlawa) é um município no oeste da Polônia. Pertence à voivodia da Lubúsquia, no condado de Wschowa. É a sede da comuna urbano-rural de Sława. Está situado no distrito do lago Leszno, no lago Sławskie.
Historicamente, Sława fica na Baixa Silésia. A cidade é dividida em duas partes: urbana e recreativa (com uma praia, balneários e uma área de acampamento). Em Sława, o Congresso Internacional de Bridge Esportivo é realizado anualmente em julho.
Estende-se por uma área de 14,9 km², com 4 236 habitantes, segundo o censo de 31 de dezembro de 2021, com uma densidade populacional de 284,3 hab./km².

## Toponímia
“Sława” é uma palavra encontrada apenas nos povos eslavos, com raízes pré-cristãs. Segundo uma teoria, o nome deriva originalmente de zonas úmidas, pois no polonês antigo slava, slova significava rio, enquanto slovo significava lama. O linguista alemão Heinrich Adamy, em seu trabalho sobre nomes locais na Silésia, publicado em 1888 em Breslau, menciona o nome original da cidade como “Sława”, dando seu significado a Ehrenheim, Ruhmvoller Ort, ou seja, “casa respeitável, cidade cheia de fama”. Mais tarde, o nome foi foneticamente germanizado para Schlawa e perdeu seu significado original. Em 1937, o nome alemão foi alterado para Schlesiersee.
O nome polonês “Sława” foi mencionado pelo escritor silesiano Józef Lompa em seu livro Krótki rys jeografii Szląska dla nauki początkowej, publicado em Głogówek em 1847.
Em 1946, a cidade recebeu o nome de Sława.

## História

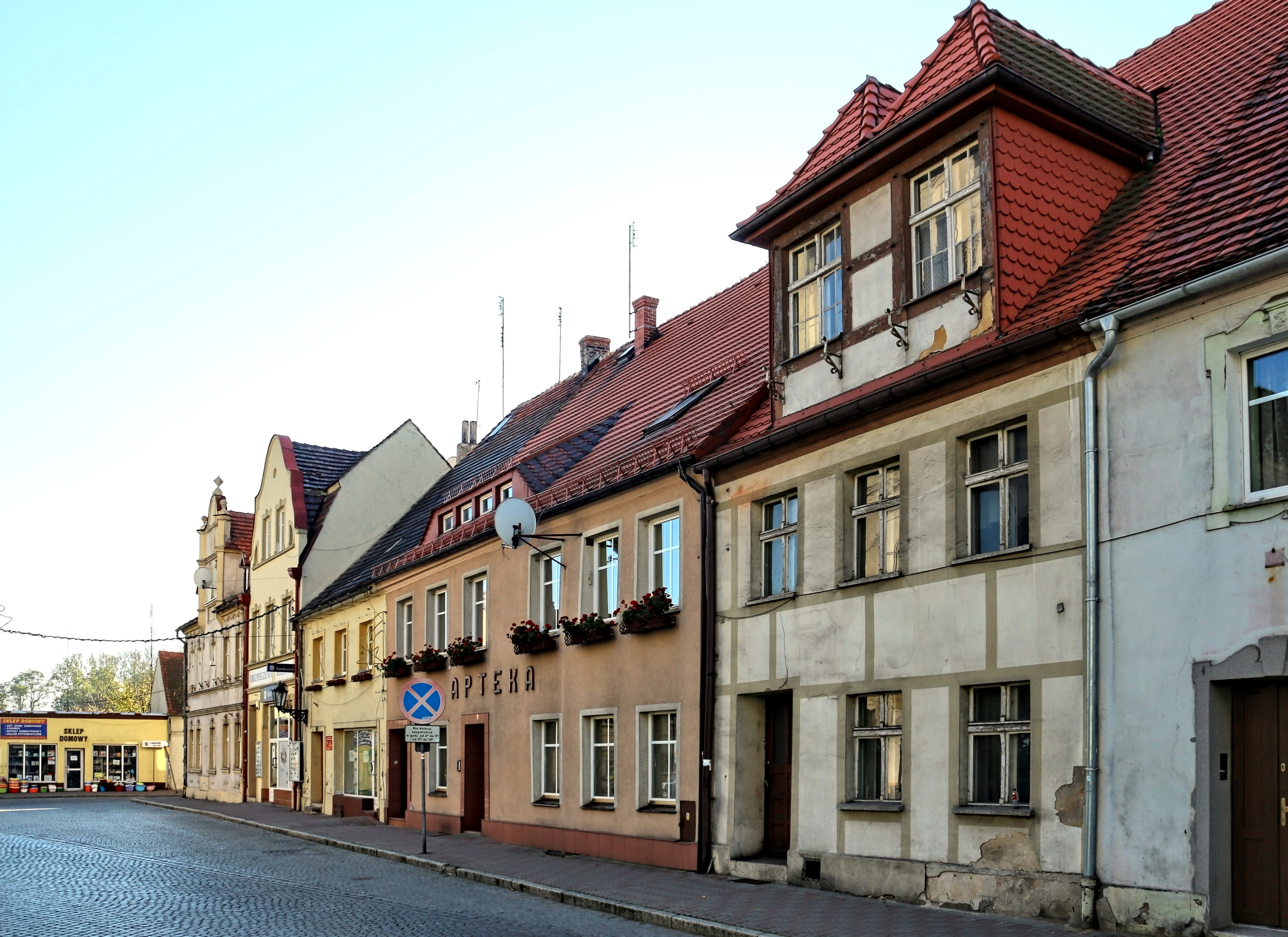
Praça principal

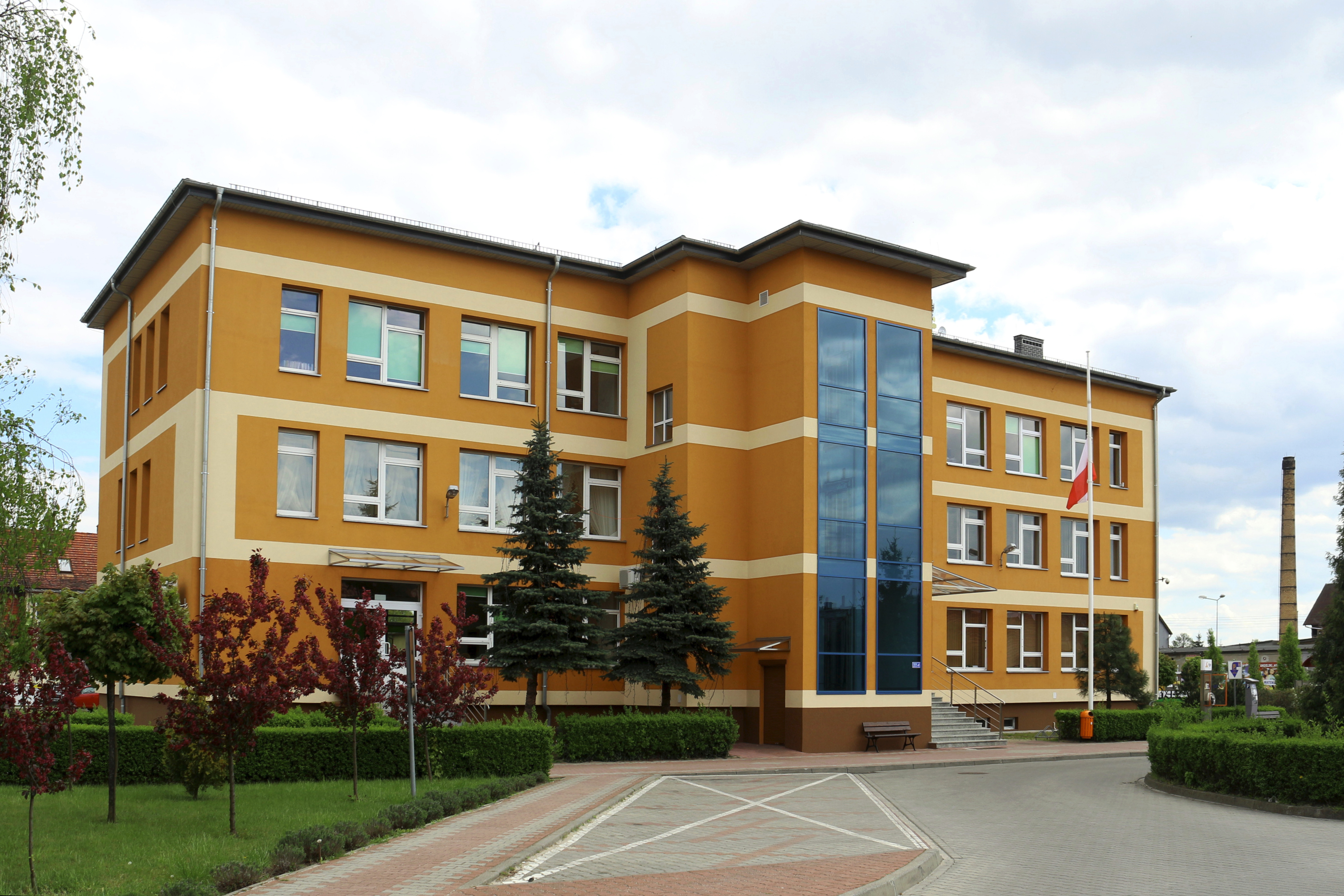
Prefeitura e Conselho Municipal em Sława

As origens da cidade são desconhecidas; ela foi mencionada pela primeira vez em 1312, provavelmente fundada pelo primeiro duque de Głogów, Konrad (1251–1273), ou por seu filho Henrique III (1273–1309). Em 1312, já era uma cidade importante e a sede de um distrito. Isso é confirmado por um documento sobre a divisão territorial do ducado entre os filhos de Henrique III. Slave cum suo districtu (Sława com seu distrito) coube a Henrique IV. Em 1468, Henrique XI de Głogów vendeu a cidade para a família Rechenberg de Borów Polski. De 1655 a 1887, a cidade pertenceu aos condes Barwitz von Fernemont. Eles construíram um palácio barroco entre 1732 e 1735, usando parcialmente as paredes do antigo castelo do século XV.
Em 1834, havia uma alfândega no local. Em 1937, a administração nazista substituiu o nome Schlawa, que soava eslavo, pela forma a-histórica Schlesiersee. Durante a Segunda Guerra Mundial, uma filial do campo de concentração alemão Groß-Rosen estava localizada na cidade.
Em 1945, a cidade foi incorporada à Polônia e sua antiga população logo foi deportada para a Alemanha. Até 1946, Sława era a sede do distrito e do Escritório de Repatriação do Estado, que mais tarde foi transferido para Głogów. Uma agência de correios foi aberta na cidade, sendo a primeira nos Territórios Recuperados Ocidentais (o fundador foi Jan Grellus, de Kościan). A troca de correspondências era inicialmente realizada duas vezes por semana por mensageiro de bicicleta para Kaszczor. Em 1 de janeiro de 1955, Sława foi transferida para o condado de Wschowa. De 1975 a 1998, a cidade pertenceu administrativamente à voivodia de Zielona Góra.

## Demografia

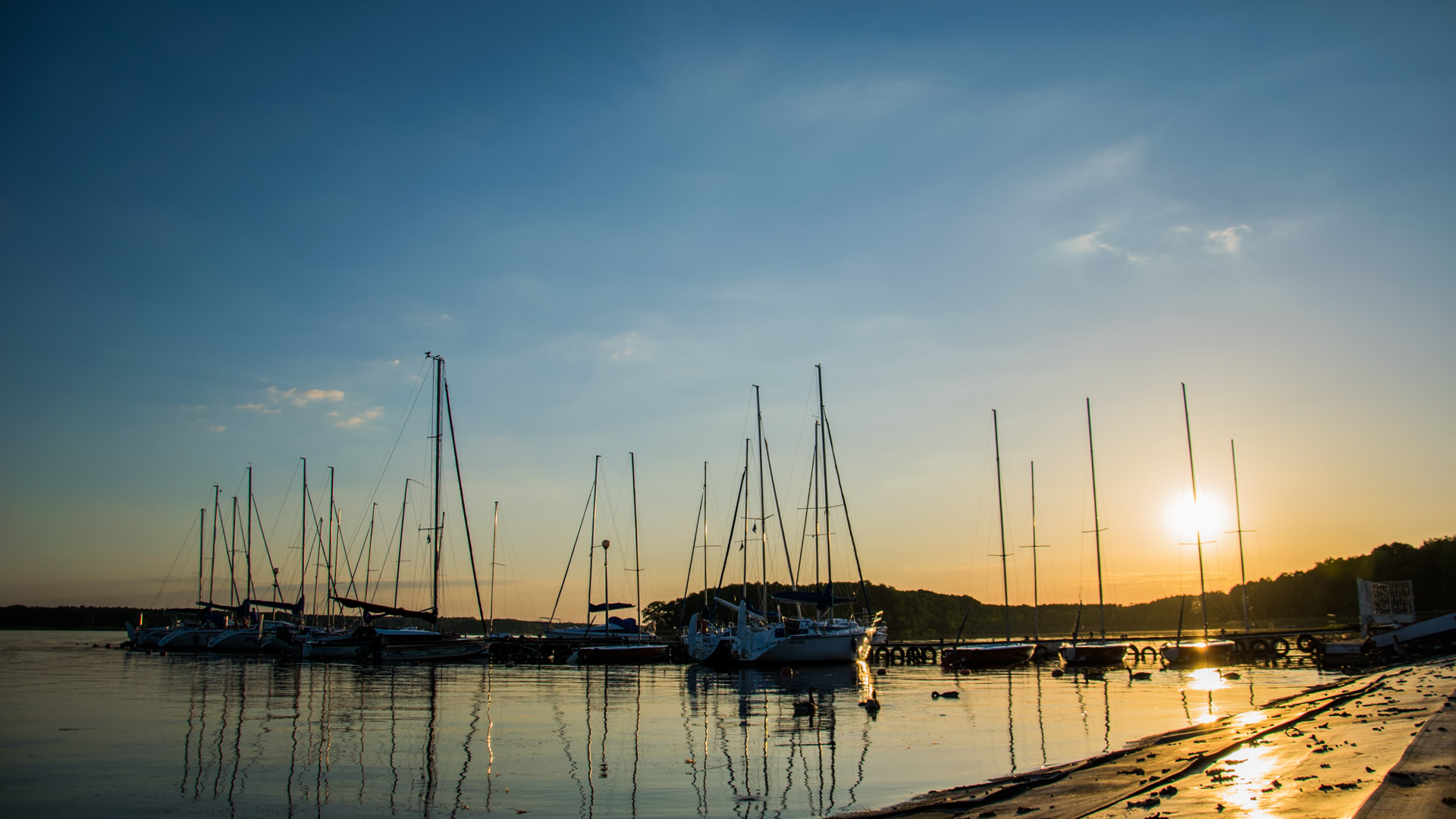
Lago Slawskie em 2015

Conforme os dados do Escritório Central de Estatística da Polônia (GUS) de 31 de dezembro de 2022, Sława é uma cidade muito pequena com uma população de 4 126 habitantes (25.º na voivodia da Lubúsquia e 626.º na Polônia), tem uma área de 14,89 km² (13.º lugar na voivodia da Lubúsquia e 427.º lugar na Polônia) e uma densidade populacional de 277,09 hab./km² (37.º lugar na voivodia da Lubúsquia e 753.º lugar na Polônia). Nos anos 2002–2021, o número de habitantes aumentou 8,0%.
Os habitantes de Sława constituem cerca de 10,77% da população do condado de Wschowa, constituindo 0,42% da população da voivodia da Lubúsquia.
| Descrição                         | Total      | Total     | Mulheres   | Mulheres  | Homens     | Homens    |
| --------------------------------- | ---------- | --------- | ---------- | --------- | ---------- | --------- |
| unidade                           | habitantes | %         | habitantes | %         | habitantes | %         |
| população                         | 4 126      | 100       | 2 149      | 52,1      | 1 977      | 47,9      |
| área                              | 14,89 km²  | 14,89 km² | 14,89 km²  | 14,89 km² | 14,89 km²  | 14,89 km² |
| densidade populacional (hab./km²) | 277,09     | 277,09    | 144,36     | 144,36    | 132,73     | 132,73    |

## Monumentos históricos

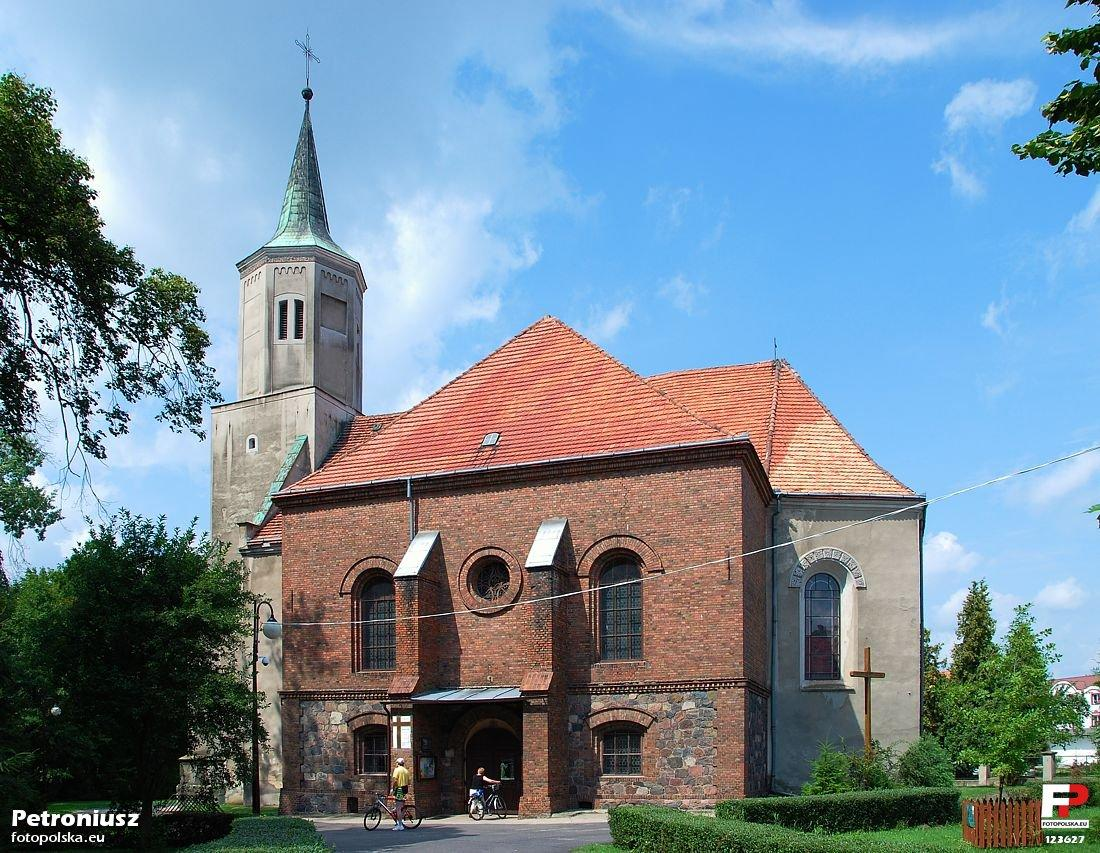
Igreja de São Miguel Arcanjo

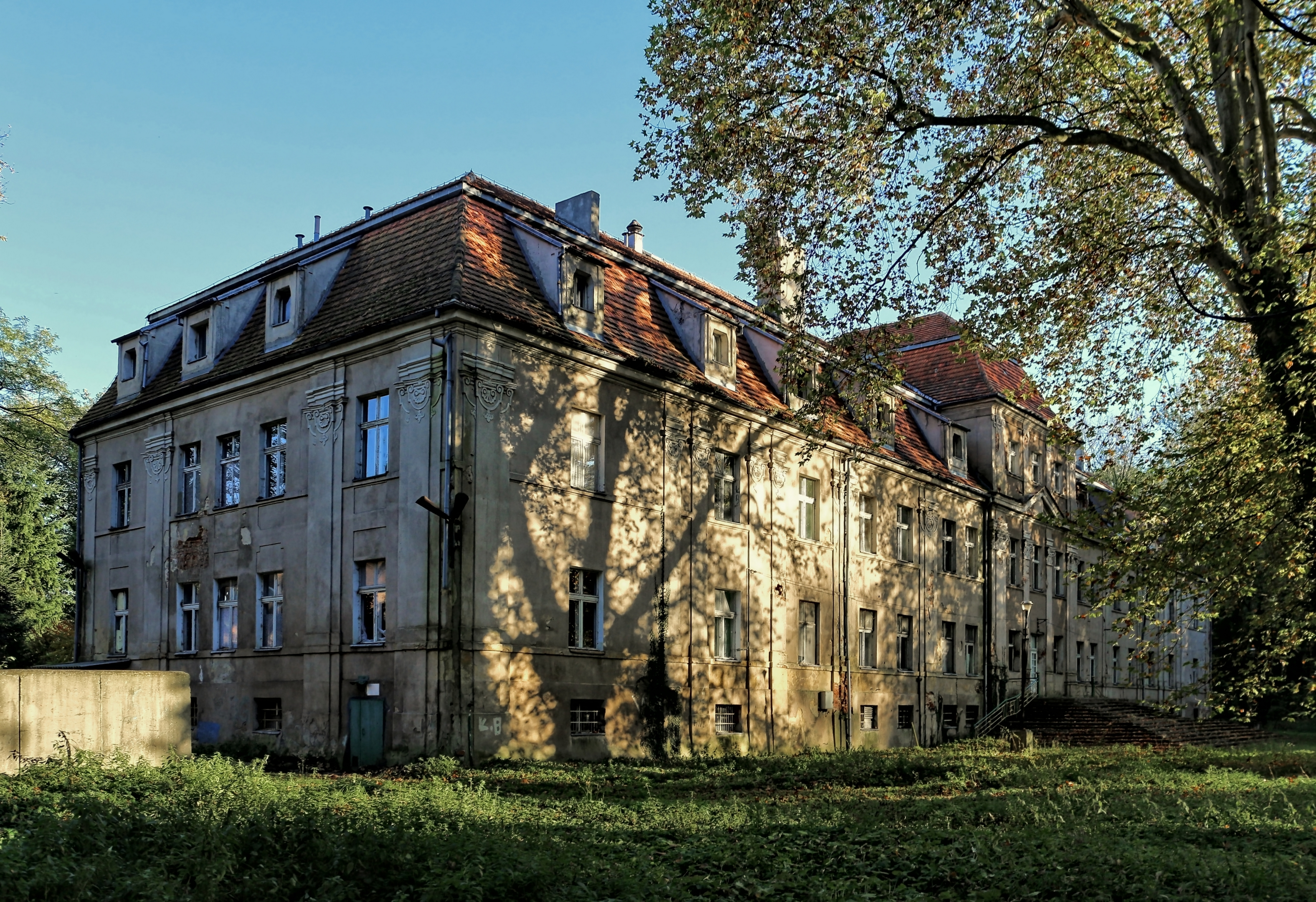
Palácio barroco

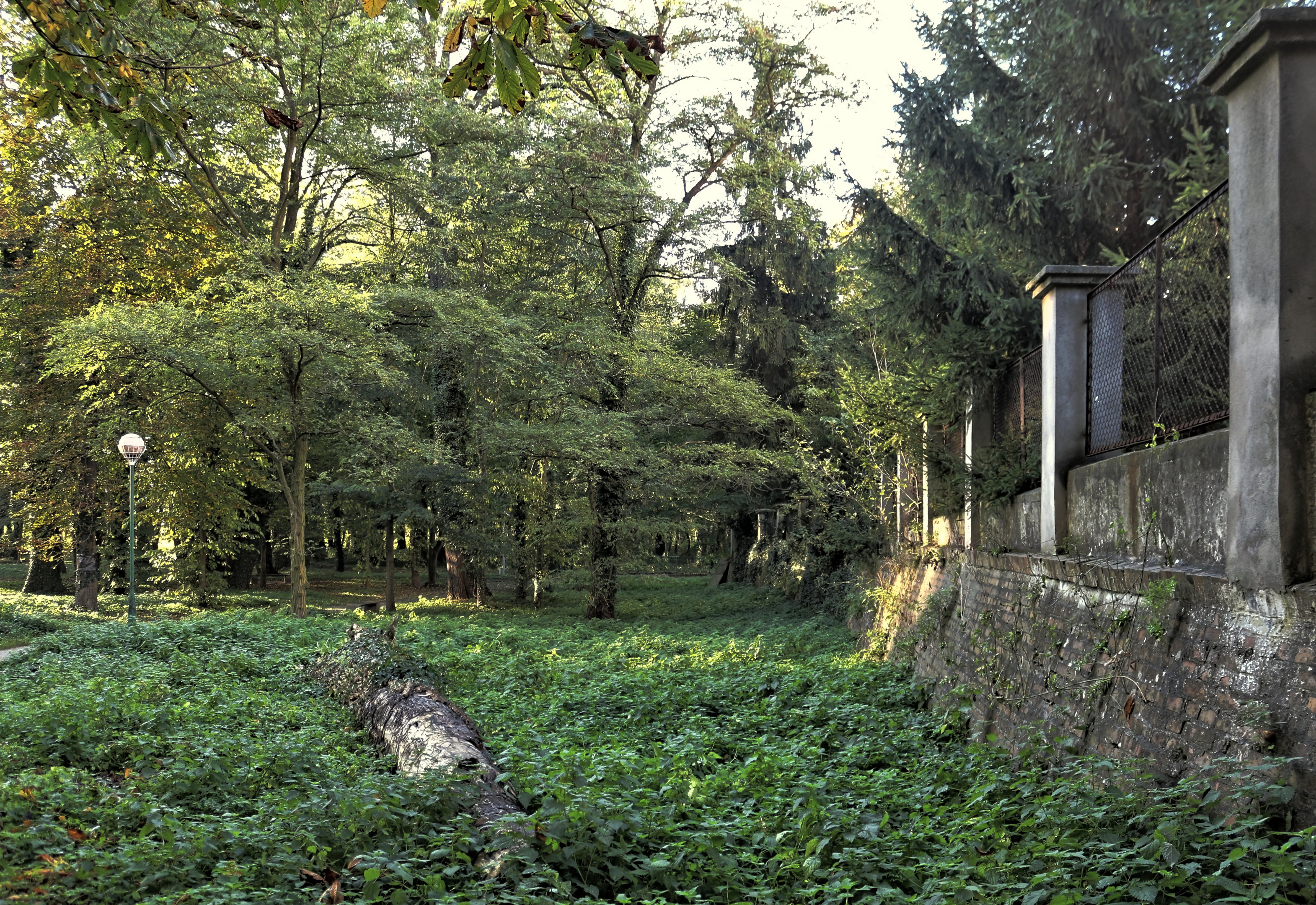
Parque municipal

O registro provincial de monumentos inclui:
- Igreja paroquial de São Miguel Arcanjo, construída em 1604, destruída no século XVIII e restaurada em 1830. A igreja contém um púlpito de pedra do século XVII e uma escultura de Jesus Doloroso do século XVI.
- Igreja evangélica, agora com a invocação da Divina Misericórdia, de 1834 a 1836, com uma torre de 46 metros de altura.
- Complexo do castelo, do século XVII ao XIX, reconstruído no início do século XX:
  - Palácio, barroco de 1735, até 2006 sede de um orfanato.
  - Dependência com torre
  - Portão
  - Parque, ao redor do palácio, 26 hectares.
- Casas, rua Chopina, 7, 9 e 20, do século XVIII/ XIX
- Casa, rua Powstańców Śląskich, 5, de tijolos e enxaimel, do século XVIII/XIX
- Casas, rua Reja 1, de tijolo e enxaimel; n.º 2, 3, 5, 6, 7, do século XVIII/XIX
- Casas na praça principal 1, 2, 3, 7, 8, 9, 10, 11, 12, 13, 20, 23, 27, 29, do século XVIII/XX
- Casas, rua Waryńskiego 1, 3, 5, 7, 9, 11, 15, 17, meados dos séculos XIX e XX
- Casas, rua Wschowska, 5, 8, do início do século XIX.

Outros monumentos:
Muitos monumentos naturais, incluindo o mais espesso exemplar de pinheiro-larício da Polônia — 3,7 m de circunferência.

## Economia

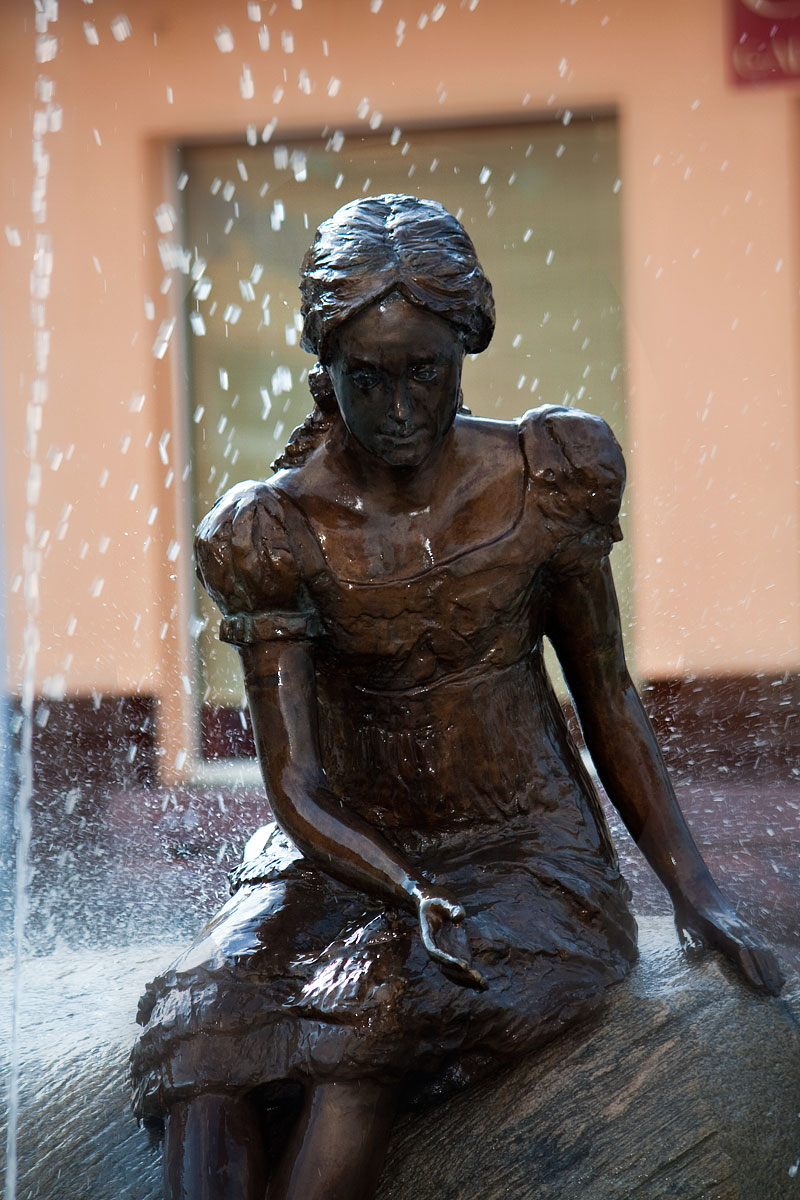
Fonte

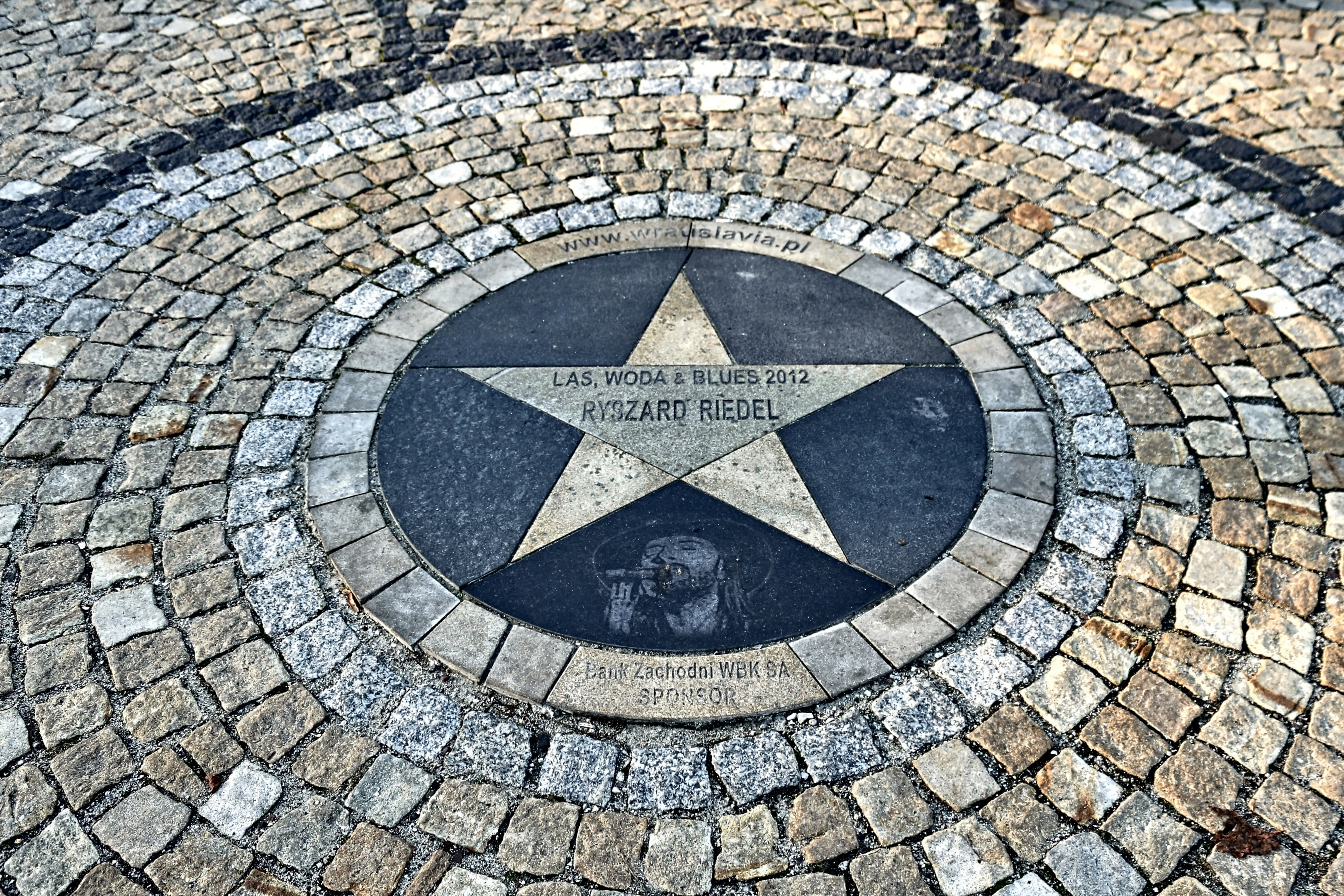
Avenida das Estrelas

Há vários centros turísticos e esportivos (áreas de acampamento, instalações de alimentação) no Lago Sławskie. O setor alimentício consiste principalmente em inúmeras frigoríficos.
Todas as quartas-feiras e sábados há um mercado municipal próximo ao cemitério.

## Transportes

### Transporte rodoviário
As seguintes estradas provinciais passam por Sława:
- Estrada provincial n.º 278 Szklarka Radnicka - Sulechów (via expressa S3, estrada nacional n.º 32) - Sława - Wschowa (estrada provincial n.º 305)
- Estrada provincial n.º 318 Sława - Lubięcin (estrada provincial n.º 315)

### Transporte ferroviário
Há uma estação de trem Sława Śląska nos subúrbios. A estação e a linha de trem estão fechadas.

## Associações locais
- Cantate Deo — coral de igreja fundado em 29 de novembro de 2008[19]
- Círculo de Caça “Ryś” — fundado em 1946
- Associação Witosław[20]

## Comunidades religiosas
- Igreja Católica de Rito Latino:
  - Paróquia de São Miguel Arcanjo, praça reverendo Kazimierz Tomkiewicz, 1[21]
- Testemunhas de Jeová:
  - Igreja em Sława (Salão do Reino, rua Topolowa, 24)

## Esportes
A cidade tem um clube de futebol, o Clube Esportivo Municipal “Sparta” Sława, que foi fundado em 1945 e joga na Classe B. O time joga suas partidas em casa no Estádio Municipal de Sława. O Clube Esportivo “Dąb” de Przybyszów, na terceira divisão, também joga suas partidas nesse estádio.